# Konklave 2025

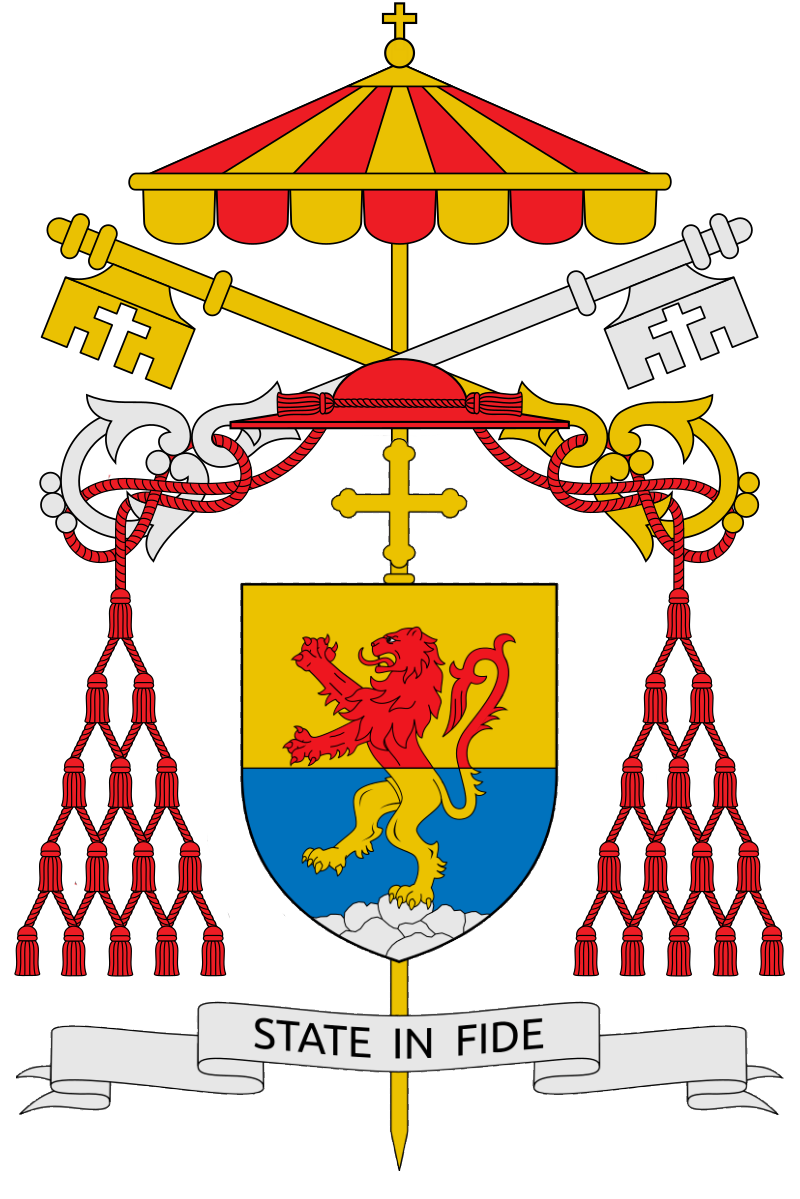
Das während der Sedisvakanz um Basilikaschirm und Petrusschlüssel erweiterte Wappen des Camerlengo Farrell

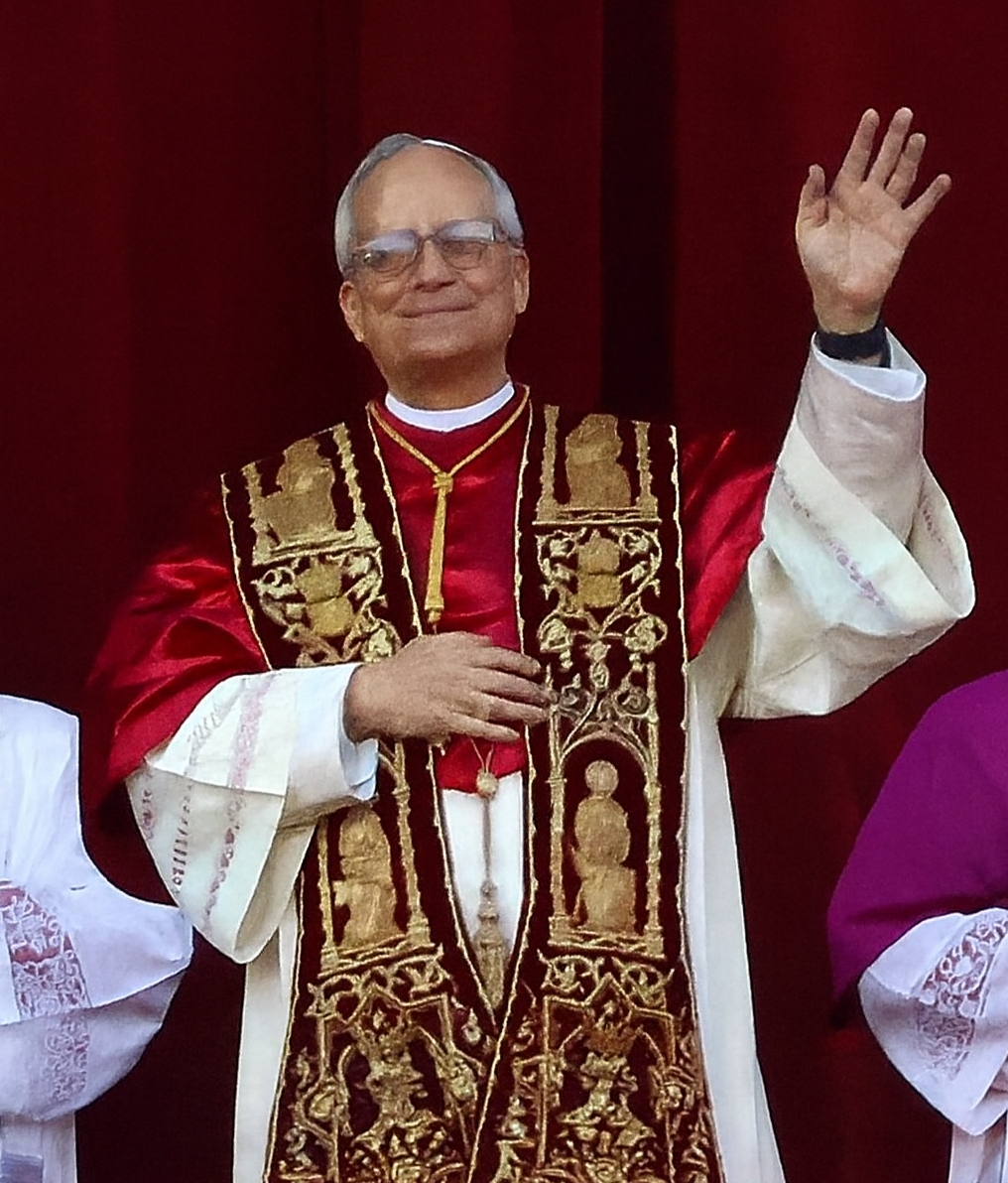
Leo XIV. nach seiner Wahl am 8. Mai 2025 zum Papst auf der Benediktionsloggia des Petersdoms

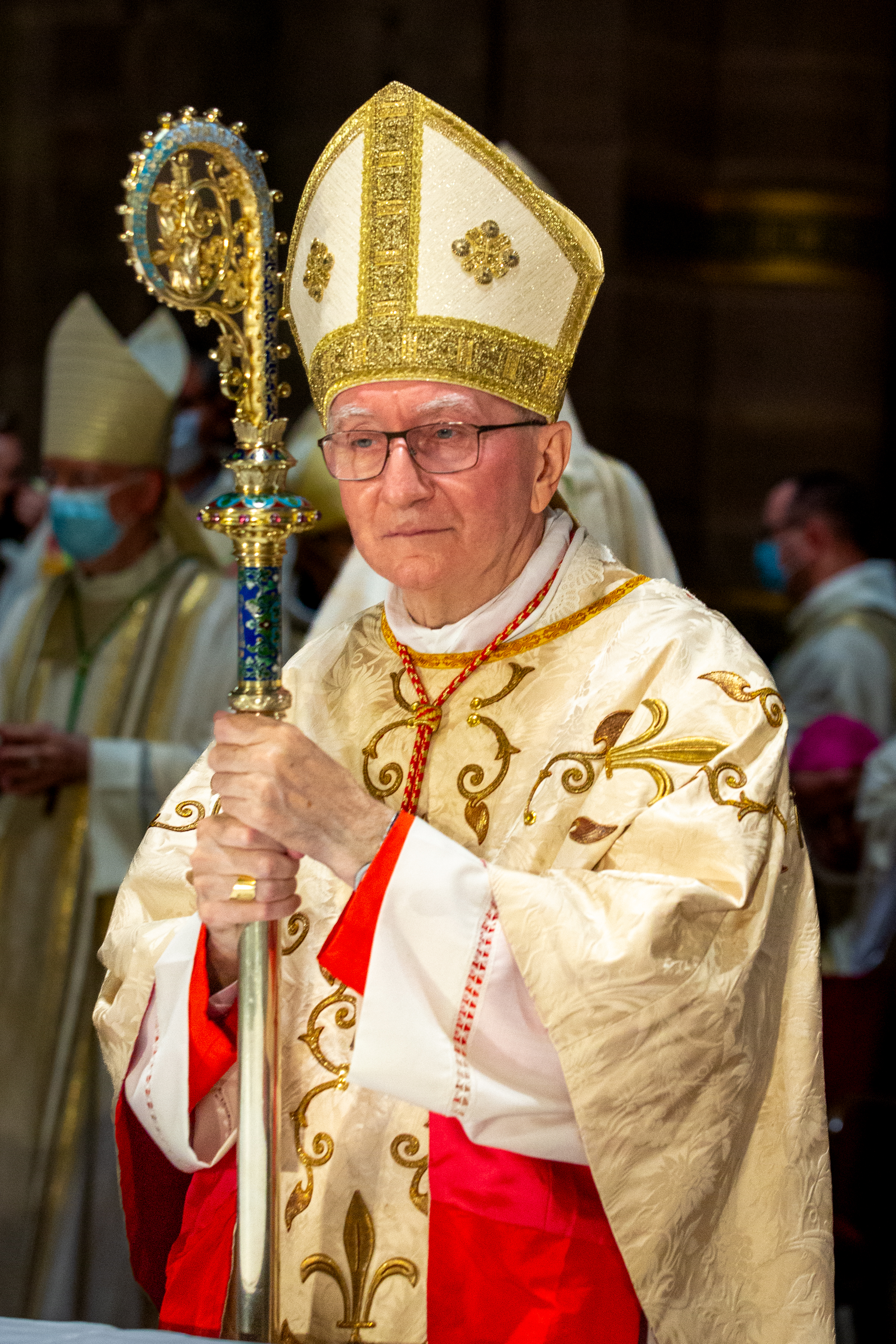
Kardinalbischof Pietro Parolin, Leiter des Konklaves

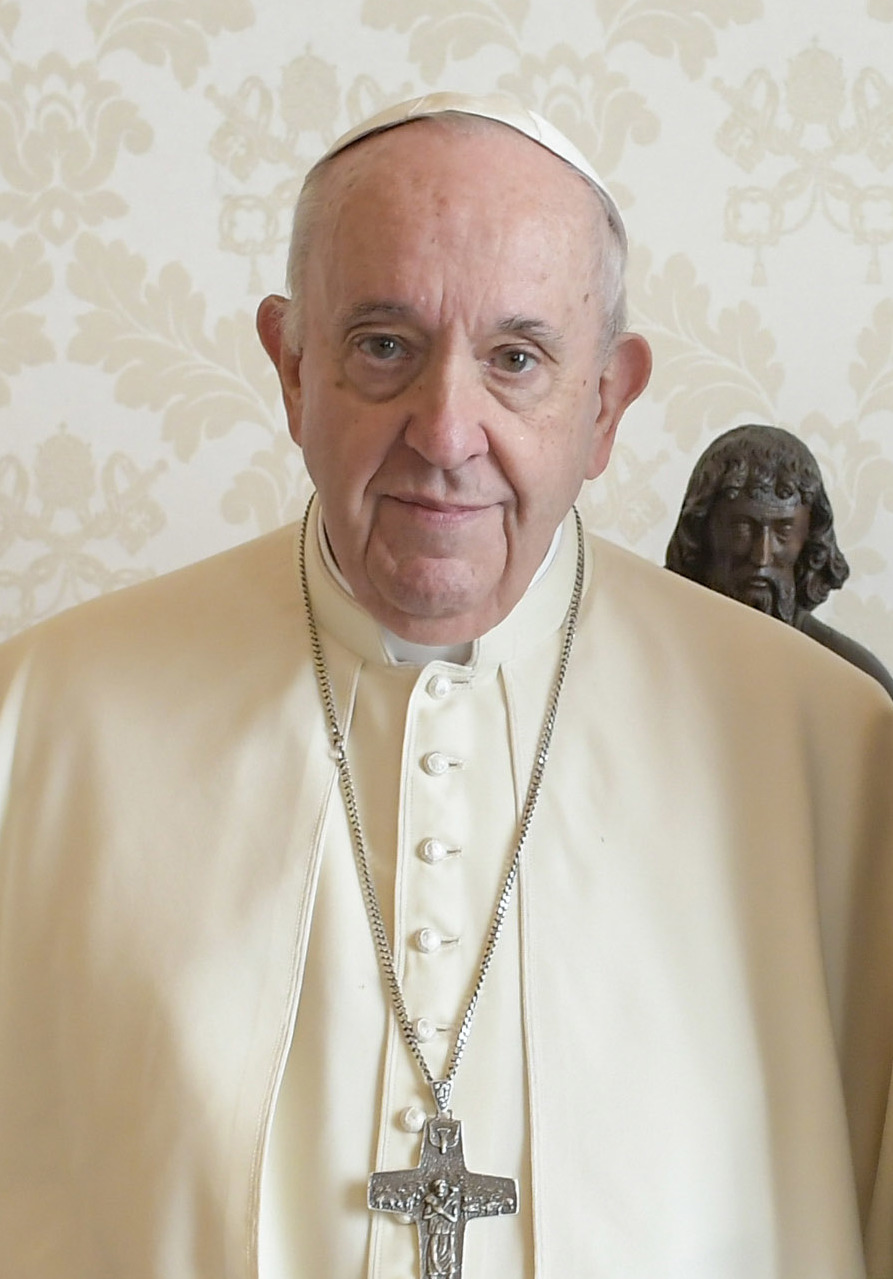
Papst Franziskus († Ostermontag, 21. April 2025)

Beim Konklave 2025, das am 7. Mai 2025 begann, wurde am 8. Mai 2025 Kardinal Robert Francis Prevost zum Nachfolger des verstorbenen Papstes Franziskus gewählt. Er nahm den Papstnamen Leo XIV. an.

## Vorgeschichte
Gemäß dem im Februar 2013 von Papst Benedikt XVI. promulgierten Motu proprio Normas nonnullas musste nach dem Eintritt der Sedisvakanz bis zur Papstwahl 15 Tage auf die noch nicht anwesenden wahlberechtigten Kardinäle gewartet werden. Bei „schwerwiegenden Gründen“ hätte man noch einige Tage länger warten können, jedoch hätte die Wahl spätestens 20 Tage nach Eintritt der Sedisvakanz beginnen müssen. Das Kardinalskollegium hätte sie allerdings vorverlegen können, sobald alle wahlberechtigten Kardinäle anwesend gewesen wären. Da der Tod von Papst Franziskus am Ostermontag, dem 21. April 2025, bekanntgegeben wurde, ergab sich aus dieser Vorgabe ein regulärer Beginn des Konklaves am 6. Mai 2025 mit Möglichkeit zur Verschiebung bis zum 11. Mai 2025. Die Generalkongregation der Kardinäle legte den Beginn schließlich auf den 7. Mai 2025 fest.

## Sedisvakanz

### Ämter
Während der Sedisvakanz 2025 blieben folgende Ämter bestehen und wurden weiterhin ausgeübt:
- Camerlengo: Kevin Kardinal Farrell
- Großpönitentiar: Angelo Kardinal De Donatis
- Kardinalvikar der Diözese Rom: Baldassare Kardinal Reina
- Kardinalerzpriester der Vatikanbasilika: Mauro Kardinal Gambetti OFMConv
- Generalvikar für die Vatikanstadt: Mauro Kardinal Gambetti OFMConv
- Substitut des Staatssekretariats: Edgar Peña Parra
- Sekretär für die Beziehungen mit den Staaten: Paul Gallagher
- Präfekt des Dikasteriums für den Dienst der Nächstenliebe: Konrad Kardinal Krajewski

### Kardinalskollegium
Das Kardinalskollegium hatte den regulären Verwaltungsbetrieb bis zur Wahl eines neuen Papstes sicherzustellen. Es war ihm ausdrücklich untersagt, grundlegende Änderungen in der Leitung der Gesamtkirche vorzunehmen. Im Kardinalskollegium hatten folgende Kardinäle besonders herausgehobene Funktionen:
- Kardinaldekan: Giovanni Battista Kardinal Re
- Kardinalsubdekan: Leonardo Kardinal Sandri
- Kardinalprotopriester: Michael Michai Kardinal Kitbunchu
- Kardinalprotodiakon: Dominique Kardinal Mamberti

Der Dekan informierte sämtliche Kardinäle über die Sedisvakanz und bestellte sie zum Konklave in die Vatikanstadt. Geleitet wurde das Konklave jedoch durch den ranghöchsten wahlberechtigten Kardinal, Pietro Kardinal Parolin, da sowohl Dekan Giovanni Battista Re als auch Subdekan Leonardo Sandri bereits das 80. Lebensjahr vollendet hatten.

## Ablauf
Am Montag, dem 5. Mai 2025, fand um 17:30 Uhr in der Cappella Paolina im Apostolischen Palast die Vereidigung der Beamten und Teilnehmer des Konklaves statt. Alle vom Camerlengo und den drei Kardinalassistenten gemäß der Apostolischen Konstitution Universi Dominici gregis Nr. 48 anerkannten Teilnehmer des bevorstehenden Konklaves, sowohl Geistliche als auch Laien, mussten den vorgeschriebenen Eid ablegen und unterschreiben. Gemäß den Nrn. 46 bis 47 derselben Konstitution fanden sie sich um 17 Uhr in der Cappella Paolina ein:
- der Sekretär des Kardinalskollegiums
- der Meister der päpstlichen liturgischen Zelebrationen
- die Päpstlichen Zeremonienmeister
- der vom Kardinal, der den Vorsitz im Konklave innehat, ausgewählte Geistliche, der ihn in seinem Amt unterstützt
- die der päpstlichen Sakristei zugeteilten Ordensleute
- die Ordensleute der verschiedenen Sprachen für die Beichte
- die Ärzte und Krankenschwestern
- die Aufzugswärter des Apostolischen Palastes
- das Personal der Kantine und der Reinigungsdienste
- das Personal des Päpstlichen Ausstattungs- und Geräteamtes (Floreria) und der technischen Dienste
- das Personal für den Transport der wahlberechtigten Kardinäle von der Domus Sanctae Marthae zum Apostolischen Palast
- der Oberst und ein Major der Päpstlichen Schweizergarde, die mit der Überwachung der Sixtinischen Kapelle beauftragt sind
- der Direktor der Sicherheitsdienste und des Zivilschutzes des Status Civitatis Vaticanae (SCV) mit einigen seiner Mitarbeiter

Nachdem sie über die Bedeutung des Eides belehrt worden waren, mussten sie die vorgeschriebene Formel vor Kardinal Kevin Joseph Farrell, Camerlengo der Heiligen Römischen Kirche, persönlich aussprechen und unterschreiben. Kardinal Farrell und zwei Apostolische Protonotare waren als Zeugen zugegen.

### Beginn des Konklaves
Das Konklave begann am Mittwoch, 7. Mai 2025 vormittags um 10:00 Uhr. Es wurde zunächst im Petersdom die Messe pro eligendo Romano Pontifice („für die Wahl des Römischen Papstes“) gefeiert, die die Wahl des neuen Papstes einleitet. Die Heilige Messe wurde von Kardinal Giovanni Battista Re, Dekan des Kardinalskollegiums, geleitet.

### Einzug in das Konklave
Das Konklave selbst begann mit dem anschließenden feierlichen Einzug der Kardinäle. An der Prozession nahmen außer den Kardinälen folgende Personen teil, die ihre Chorkleidung trugen:
- der Sekretär des Konklaves und Vize-Camerlengo
- der Meister der päpstlichen liturgischen Zelebrationen
- zwei Mitglieder des Kollegiums der Apostolischen Protonotare
- zwei Mitglieder des Kollegiums der Prälatenauditoren der Römischen Rota
- die Päpstlichen Zeremonienmeister
- der Sekretär des Kardinals, der dem Konklave vorsteht
- die Päpstliche Musikkapelle

Um 16 Uhr durften folgende Personen die Sixtinische Kapelle betreten:
- der Stellvertreter für allgemeine Angelegenheiten des Staatssekretariats
- der Sekretär für die Beziehungen zu Staaten und internationalen Organisationen des Staatssekretariats
- der Regent des Päpstlichen Hauses
- die der päpstlichen Sakristei zugeordneten Ordensleute
- die für die Beichte zuständigen Priester
- der Oberst des Päpstlichen Schweizergardekorps

Das Dienstpersonal des Amtes für die liturgischen Feiern des Papstes, das Päpstliche Schweizergardekorps, die Gesundheits- und Hygienedirektion, die Floreria und das Dikasterium für die Kommunikation waren mit Sondererlaubnis ebenfalls anwesend.

### Eintritt in das Konklave
Um 16:30 Uhr begann der Eintritt in das Konklave mit einem Gebet in der Cappella Paolina und dem anschließenden feierlichen Einzug der Kardinäle. Die Kardinäle des lateinischen Ritus trugen dabei das rote Chorgewand mit Schärpe, Rochetto, Mozetta, Brustkreuz an einer roten und goldenen Kordel, Ring, Zucchetto und rotem Birett. Die Kardinäle der katholischen Ostkirchen erschienen in ihrem jeweiligen traditionellen Chorhabit. Von der Cappella Paolina aus zogen die Kardinäle in einer feierlichen Prozession, begleitet vom Gesang der Allerheiligenlitanei, zur Sixtinischen Kapelle. Dort legten sie nach dem Gesang der Hymne Veni creator spiritus den vorgeschriebenen Eid zur Geheimhaltung und Gewissenhaftigkeit zur Papstwahl ab. Anschließend rief der Zeremonienmeister „extra omnes“ (alle hinaus!). Daraufhin verließen alle Nicht-Wahlberechtigten die Sixtina und der Zeremonienmeister verschloss die Türen der Sixtina.
Die wahlberechtigten Kardinäle mussten alle digitalen Kommunikationsmittel abgeben, durften keine Zeitung lesen und nicht fernsehen. Auch durften sie weder telefonieren noch soziale Medien nutzen. Während des Konklaves wohnten die Kardinäle abgeschottet im vatikanischen Gästehaus Santa Marta. Die Zimmer hatten kein Tageslicht, alle Fenster waren versiegelt und die Rollläden waren geschlossen. Es war den Kardinälen untersagt, Verhandlungen zu führen, Verträge abzuschließen oder Versprechen zu geben, die sie in die Lage versetzen könnten, einer bestimmten Person die Stimme zu geben oder diese zu verweigern. Andernfalls wäre gemäß den geltenden Bestimmungen automatisch die Exkommunikation, also der Ausschluss aus dem kirchlichen Gemeinschaftsleben, verhängt worden.

### Wahlversammlungen und Wahl
Die Leitung der Wahlversammlung oblag dem ranghöchsten wählenden Kardinal, Pietro Kardinal Parolin. Jeder Wahlgang begann mit einem Gebet. Danach schrieb jeder Kardinal den Namen derjenigen Person auf einen Zettel, die er wählen wollte. Die Kardinäle traten einzeln – nach Rangfolge und Ernennungsalter – vor den Altar. Jeder hielt seinen Stimmzettel hoch und gelobte im Angesicht des wiederkehrenden Christus, er wähle den, von dem er glaube, dass es derjenige sei, den Gott zum Papstamt beruft. Danach legte er den Zettel mit einem Namen in die Urne. Die Auszählung der Stimmen erfolgte durch das Verlesen der Namen und die Erstellung von Strichlisten. Gewählt war, wer mindestens zwei Drittel der Stimmen, in diesem Konklave 89, auf sich vereint und die Wahl annahm. Der erste Wahlgang fand am Nachmittag des 7. Mai 2025, weitere zwei Wahlgänge am Vormittag sowie der vierte Wahlgang am Nachmittag des 8. Mai 2025 statt. Aufsteigender Rauch über dem Schornstein der Sixtinischen Kapelle diente als Kommunikation nach außen, ob der jeweilige Wahlgang erfolgreich war oder nicht: Die Stimmzettel wurden das erste Mal nach dem ersten Wahlgang verbrannt. Ab dem zweiten Wahlgang erfolgte das Verbrennen der Stimmzettel immer nur nach jedem zweiten Wahlgang, also nach dem 3. für den 2. und 3. Nach einem Wahlgang mit gerader Nummer erfolgte ein – dann weißes – Rauchzeichen somit nur, wenn die Wahl abschließend erfolgt war, in diesem Konklave also nach dem erfolgreichen 4. Wahlgang.
Da die Kardinäle sich unter Eid zur Geheimhaltung verpflichteten, ist der genaue Hergang des Konklaves nicht bekannt. Nach dem Vorkonklave habe es Rainer Kardinal Woelki zufolge eine allgemeine Tendenz zum vorherigen Kardinalstaatssekretär Pietro Parolin gegeben. Blase Kardinal Cupich berichtete, zu Beginn des Konklaves habe es ein breites Feld an geeigneten Kandidaten gegeben, dabei Reinhard Kardinal Marx zufolge jedoch weder große Debatten noch Streit. Désiré Kardinal Tsarahazana gab an, Prevost habe im vierten (letzten) Wahlgang über 100 Stimmen erhalten.
Gemäß der festgelegten Prozedur wurde Kardinal Prevost gefragt, ob er die Wahl annehme, und gebeten, seinen Namen zu nennen. Prevost nahm den Papstnamen Leo XIV. an. Im sogenannten Raum der Tränen (camera lacrimatoria) nahe der Sixtina legte Papst Leo XIV. nach der Wahl allein sein Kardinalsgewand ab und die päpstlichen Gewänder an. Im darauffolgenden Schritt schworen ihm die Kardinäle die Treue. Danach betrat der Kardinalprotodiakon, der französische Kardinal Dominique Mamberti, die Benediktionsloggia des Petersdoms und verkündete die Worte “Habemus papam!” (deutsch: „Wir haben einen Papst!“) Der vollständige traditionelle Text lautete: “Annuntio vobis gaudium magnum. Habemus papam: Eminentissimum ac Reverendissimum Dominum, Dominum Robertum Franciscum, Sanctae Romanae Ecclesiae Cardinalem Prevost, qui sibi nomen imposuit Leonem Decimum Quartum” (deutsch: „Ich verkünde euch große Freude, wir haben einen Papst: Seine Eminenz, den hochwürdigen Herrn, Herrn Robert Francis, der Heiligen Römischen Kirche Kardinal Prevost, welcher sich den Namen Leo der Vierzehnte gegeben hat.“). Nach einer kurzen Ansprache spendete der neue Papst erstmals den Segen „Urbi et orbi“ von der Benediktionsloggia aus.

## Teilnehmer

### Voraussetzungen
Zur Wahl stimmberechtigt waren sämtliche Kardinäle, die am Tag vor der Sedisvakanz, in diesem Fall dem 20. April 2025, das 80. Lebensjahr noch nicht vollendet hatten. Dies waren 135 Kardinäle, nachdem Giovanni Angelo Becciu (siehe unten) nicht teilnahm. Aufgrund von zwei Krankmeldungen wählten 133 Kardinäle den Papst.
Von den ursprünglich 136 Kardinälen wurden 109 durch Papst Franziskus ins Kardinalskollegium aufgenommen. 22 Kardinäle wurden von Benedikt XVI. ernannt sowie fünf von Johannes Paul II. Damit waren erstmals mehr als die von Paul VI. in Romano Pontifici Eligendo erstmals und in der zum Zeitpunkt des Konklaves geltenden Nr. 33 von Universi Dominici gregis festgelegte Höchstzahl von 120 Kardinälen bei einem Konklave wahlberechtigt. Das Kardinalskollegium stellte hierzu in der Kongregation vom 30. April 2025 fest, dass der Papst durch die Schaffung einer größeren Anzahl von (wahlberechtigten) Kardinälen in Ausübung seiner höchsten Gewalt von dieser gesetzlichen Bestimmung abgewichen war, wodurch (auch) die Kardinäle, die die Höchstzahl überschritten, das Recht erlangt hatten, den Papst zu wählen.
Pietro Parolin, der ranghöchste wahlberechtigte Kardinalbischof, leitete das Konklave, da die fünf vorangereihten Kardinäle Re, Sandri, Arinze, Bertone und Saraiva Martins das Wahlalter bereits überschritten hatten. Höchstrangiger wahlberechtigter Kardinalpriester war Vinko Puljić, ranghöchster wahlberechtigter Kardinaldiakon Dominique Mamberti, dem als Kardinalprotodiakon die Aufgabe zukam, die Wahl des neuen Papstes und seinen Namen zu verkünden.
Unter den wahlberechtigten Kardinälen waren mit Gerhard Ludwig Müller, Rainer Maria Woelki und Reinhard Marx drei Deutsche, mit Emil Paul Tscherrig und Kurt Koch außerdem zwei Schweizer sowie mit Jean-Claude Hollerich ein Luxemburger. Der einzige lebende Kardinal aus Österreich, Christoph Schönborn, hatte im Januar 2025 sein 80. Lebensjahr vollendet und war somit nicht mehr stimmberechtigt. Seit dem Konklave 1958 war somit zum ersten Mal kein Österreicher wahlberechtigt.
Für Diskussionen sorgte zudem die Teilnahme von Philippe Ouédraogo, Erzbischof von Ouagadougou. Dieser wurde 1945 in einem kleinen Dorf im damaligen Französisch-Westafrika geboren; allerdings kannte er sein genaues Geburtsdatum nicht. Dasselbe galt für John Njue, den emeritierten Erzbischof von Nairobi. Für Philippe Ouédraogo gab es Dokumente, die als Geburtsdatum den 4. Januar 1945 ausweisen, und andere, die den 31. Dezember 1945 nennen. Wäre Ouédraogo am 4. Januar 1945 geboren worden, wäre er bereits über 80 Jahre alt und somit nicht wahlberechtigt gewesen, bei einer Geburt am 31. Dezember 1945 wäre er noch 79 Jahre alt und berechtigt gewesen, am Konklave teilzunehmen. Ouédraogo nahm am Konklave teil, Njue verzichtete aus gesundheitlichen Gründen auf die Teilnahme.

### Teilnehmende Kardinäle
Die folgenden 133 stimmberechtigten Kardinäle nahmen teil:

| Name                                            | Land                         | Kontinent | Alter am 20. April 2025 |
| ----------------------------------------------- | ---------------------------- | --------- | ----------------------- |
| Jose F. Advincula                               | Philippinen                  | Asien     | 73                      |
| Carlos Aguiar Retes                             | Mexiko                       | Amerika   | 75                      |
| Américo Manuel Alves Aguiar                     | Portugal                     | Europa    | 51                      |
| Anders Arborelius OCD                           | Schweden                     | Europa    | 75                      |
| Jean-Marc Aveline                               | Frankreich                   | Europa    | 66                      |
| Fabio Baggio CS                                 | Italien                      | Europa    | 60                      |
| Philippe Barbarin                               | Frankreich                   | Europa    | 74                      |
| Domenico Battaglia                              | Italien                      | Europa    | 62                      |
| Fridolin Ambongo Besungu OFMCap                 | Demokratische Republik Kongo | Afrika    | 65                      |
| Giuseppe Betori                                 | Italien                      | Europa    | 78                      |
| Charles Maung Bo SDB                            | Myanmar                      | Asien     | 76                      |
| Vicente Bokalic Iglic                           | Argentinien                  | Amerika   | 72                      |
| Josip Bozanić                                   | Kroatien                     | Europa    | 76                      |
| João Braz de Aviz                               | Brasilien                    | Amerika   | 77                      |
| Leopoldo José Brenes Solórzano                  | Nicaragua                    | Amerika   | 76                      |
| Stephen Brislin                                 | Südafrika                    | Afrika    | 68                      |
| Raymond Leo Burke                               | Vereinigte Staaten           | Amerika   | 76                      |
| François-Xavier Bustillo OFMConv                | Frankreich                   | Europa    | 56                      |
| Mykola Byczok CSsR                              | Australien                   | Ozeanien  | 45                      |
| Luis Gerardo Cabrera Herrera OFM                | Ecuador                      | Amerika   | 69                      |
| José Tolentino Calaça de Mendonça               | Portugal                     | Europa    | 59                      |
| Oscar Cantoni                                   | Italien                      | Europa    | 74                      |
| Virgílio do Carmo da Silva SDB                  | Osttimor                     | Asien     | 57                      |
| Carlos Castillo Mattasoglio                     | Peru                         | Amerika   | 75                      |
| Fernando Natalio Chomalí Garib                  | Chile                        | Amerika   | 68                      |
| Stephen Chow Sau-yan SJ                         | Volksrepublik China          | Asien     | 65                      |
| Manuel Clemente                                 | Portugal                     | Europa    | 76                      |
| José Cobo Cano                                  | Spanien                      | Europa    | 59                      |
| Thomas Collins                                  | Kanada                       | Amerika   | 78                      |
| Paulo Cezar Costa                               | Brasilien                    | Amerika   | 57                      |
| Joseph Coutts                                   | Pakistan                     | Asien     | 79                      |
| Blase Joseph Cupich                             | Vereinigte Staaten           | Amerika   | 76                      |
| Michael Czerny SJ                               | Kanada                       | Amerika   | 78                      |
| Pablo Virgilio Siongco David                    | Philippinen                  | Asien     | 66                      |
| Angelo De Donatis                               | Italien                      | Europa    | 71                      |
| John Atcherley Dew                              | Neuseeland                   | Ozeanien  | 76                      |
| Daniel DiNardo                                  | Vereinigte Staaten           | Amerika   | 75                      |
| Ignace Bessi Dogbo                              | Elfenbeinküste               | Afrika    | 63                      |
| Timothy Dolan                                   | Vereinigte Staaten           | Amerika   | 75                      |
| Wim Eijk                                        | Niederlande                  | Europa    | 71                      |
| Péter Erdő                                      | Ungarn                       | Europa    | 72                      |
| Kevin Farrell                                   | Vereinigte Staaten           | Amerika   | 77                      |
| Ángel Fernández Artime SDB                      | Spanien                      | Europa    | 64                      |
| Víctor Manuel Fernández                         | Argentinien                  | Amerika   | 62                      |
| Fernando Filoni                                 | Italien                      | Europa    | 79                      |
| Sebastian Francis                               | Malaysia                     | Asien     | 73                      |
| Mauro Gambetti OFMConv                          | Italien                      | Europa    | 59                      |
| Juan García Rodríguez                           | Kuba                         | Amerika   | 76                      |
| Wilton Daniel Gregory                           | Vereinigte Staaten           | Amerika   | 77                      |
| William Goh                                     | Singapur                     | Asien     | 67                      |
| Arlindo Gomes Furtado                           | Kap Verde                    | Afrika    | 75                      |
| Mario Grech                                     | Malta                        | Europa    | 68                      |
| Claudio Gugerotti                               | Italien                      | Europa    | 69                      |
| James Michael Harvey                            | Vereinigte Staaten           | Amerika   | 75                      |
| Jean-Claude Hollerich SJ                        | Luxemburg                    | Europa    | 66                      |
| Antoine Kambanda                                | Ruanda                       | Afrika    | 66                      |
| Jozef De Kesel                                  | Belgien                      | Europa    | 77                      |
| Tarcisio Isao Kikuchi SVD                       | Japan                        | Asien     | 66                      |
| Kurt Koch                                       | Schweiz                      | Europa    | 75                      |
| George Jacob Koovakad                           | Indien                       | Asien     | 51                      |
| Konrad Krajewski                                | Polen                        | Europa    | 61                      |
| Francis Xavier Kriengsak Kovitvanit             | Thailand                     | Asien     | 75                      |
| Jean-Pierre Kutwa                               | Elfenbeinküste               | Afrika    | 79                      |
| Gérald Cyprien Lacroix ISPX                     | Kanada                       | Amerika   | 67                      |
| Chibly Langlois                                 | Haiti                        | Amerika   | 66                      |
| Frank Leo                                       | Kanada                       | Amerika   | 53                      |
| Augusto Paolo Lojudice                          | Italien                      | Europa    | 60                      |
| Cristóbal López Romero SDB                      | Marokko                      | Afrika    | 72                      |
| Thomas Aquino Man’yō Maeda                      | Japan                        | Asien     | 76                      |
| Soane Patita Paini Mafi                         | Tonga                        | Ozeanien  | 63                      |
| Rolandas Makrickas                              | Litauen                      | Europa    | 53                      |
| Dominique Mamberti                              | Frankreich                   | Europa    | 73                      |
| Giorgio Marengo IMC                             | Mongolei                     | Asien     | 50                      |
| Adalberto Martínez Flores                       | Paraguay                     | Amerika   | 73                      |
| António Marto                                   | Portugal                     | Europa    | 77                      |
| Reinhard Marx                                   | Deutschland                  | Europa    | 71                      |
| Dominique Mathieu OFMConv                       | Iran                         | Asien     | 61                      |
| Robert Walter McElroy                           | Vereinigte Staaten           | Amerika   | 71                      |
| Francesco Montenegro                            | Italien                      | Europa    | 78                      |
| Stephen Ameyu Martin Mulla                      | Südsudan                     | Afrika    | 61                      |
| Gerhard Ludwig Müller                           | Deutschland                  | Europa    | 77                      |
| László Német SVD                                | Serbien                      | Europa    | 68                      |
| Vincent Nichols                                 | Vereinigtes Königreich       | Europa    | 79                      |
| Kazimierz Nycz                                  | Polen                        | Europa    | 75                      |
| Dieudonné Nzapalainga CSSp                      | Zentralafrikanische Republik | Afrika    | 58                      |
| Peter Ebere Okpaleke                            | Nigeria                      | Afrika    | 62                      |
| Juan José Omella Omella                         | Spanien                      | Europa    | 78                      |
| Carlos Osoro Sierra                             | Spanien                      | Europa    | 79                      |
| Philippe Ouédraogo                              | Burkina Faso                 | Afrika    | 79                      |
| Pietro Parolin                                  | Italien                      | Europa    | 70                      |
| Giuseppe Petrocchi                              | Italien                      | Europa    | 76                      |
| Christophe Pierre                               | Frankreich                   | Europa    | 79                      |
| Pierbattista Pizzaballa OFM                     | Israel                       | Asien     | 59                      |
| Mario Aurelio Poli                              | Argentinien                  | Amerika   | 77                      |
| Anthony Poola                                   | Indien                       | Asien     | 63                      |
| Robert F. Prevost OSA                           | Vereinigte Staaten           | Amerika   | 69                      |
| Vinko Puljić                                    | Bosnien und Herzegowina      | Europa    | 79                      |
| Timothy Radcliffe OP                            | Vereinigtes Königreich       | Europa    | 79                      |
| Álvaro Ramazzini                                | Guatemala                    | Amerika   | 77                      |
| Albert Malcolm Ranjith                          | Sri Lanka                    | Asien     | 77                      |
| Baldassare Reina                                | Italien                      | Europa    | 54                      |
| Roberto Repole                                  | Italien                      | Europa    | 58                      |
| John Ribat MSC                                  | Papua-Neuguinea              | Ozeanien  | 68                      |
| Francisco Robles Ortega                         | Mexiko                       | Amerika   | 76                      |
| Sérgio da Rocha                                 | Brasilien                    | Amerika   | 65                      |
| Arthur Roche                                    | Vereinigtes Königreich       | Europa    | 75                      |
| Filipe Neri António Sebastião do Rosário Ferrão | Indien                       | Asien     | 72                      |
| Ángel Sixto Rossi SJ                            | Argentinien                  | Amerika   | 66                      |
| Luis José Rueda Aparicio                        | Kolumbien                    | Amerika   | 63                      |
| Protase Rugambwa                                | Tansania                     | Afrika    | 64                      |
| Stanisław Ryłko                                 | Polen                        | Europa    | 79                      |
| Grzegorz Ryś                                    | Polen                        | Europa    | 61                      |
| Louis Raphaël I. Sako                           | Irak                         | Asien     | 75                      |
| Robert Sarah                                    | Guinea                       | Afrika    | 79                      |
| Odilo Pedro Scherer                             | Brasilien                    | Amerika   | 75                      |
| Marcello Semeraro                               | Italien                      | Europa    | 77                      |
| Berhaneyesus Demerew Souraphiel CM              | Äthiopien                    | Afrika    | 76                      |
| Jaime Spengler OFM                              | Brasilien                    | Amerika   | 64                      |
| Leonardo Ulrich Steiner OFM                     | Brasilien                    | Amerika   | 74                      |
| Daniel Fernando Sturla Berhouet SDB             | Uruguay                      | Amerika   | 65                      |
| Ignatius Suharyo Hardjoatmodjo                  | Indonesien                   | Asien     | 74                      |
| Luis Antonio Tagle                              | Philippinen                  | Asien     | 67                      |
| Orani João Tempesta OCist                       | Brasilien                    | Amerika   | 74                      |
| Baselios Cleemis Thottunkal                     | Indien                       | Asien     | 65                      |
| Joseph William Tobin CSsR                       | Vereinigte Staaten           | Amerika   | 72                      |
| Désiré Tsarahazana                              | Madagaskar                   | Afrika    | 70                      |
| Emil Paul Tscherrig                             | Schweiz                      | Europa    | 78                      |
| Peter Turkson                                   | Ghana                        | Afrika    | 76                      |
| Jean-Paul Vesco OP                              | Algerien                     | Afrika    | 63                      |
| Rainer Maria Woelki                             | Deutschland                  | Europa    | 68                      |
| Lazarus You Heung-sik                           | Südkorea                     | Asien     | 73                      |
| Mario Zenari                                    | Italien                      | Europa    | 79                      |
| Matteo Maria Zuppi                              | Italien                      | Europa    | 69                      |

### Abwesende Kardinäle
Zwei wahlberechtigte Kardinäle nahmen aus gesundheitlichen Gründen nicht am Konklave teil: Antonio Cañizares Llovera (emeritierter Erzbischof von Valencia), sowie John Njue (emeritierter Erzbischof von Nairobi).
Der emeritierte Erzbischof von Vrhbosna, Vinko Puljić, hatte zunächst ebenfalls aus gesundheitlichen Gründen abgesagt, nahm aber doch teil.

### Sonderfall Becciu
Giovanni Angelo Becciu, emeritierter Präfekt des Heiligsprechungsdikasteriums, wurde 2023 erstinstanzlich aufgrund von Straftaten verurteilt, was aufgrund von eingelegten Rechtsmitteln zum Zeitpunkt des Konklaves noch nicht rechtskräftig war. Papst Franziskus hatte 2020 nach Bekanntwerden von Vorwürfen seinen Rücktritt von den Rechten eines Kardinals angenommen. Nach dieser Erklärung sowie zwei Briefen, in denen Papst Franziskus Beccius Ausschluss vom Konklave verfügte, sagte Becciu seine Teilnahme am Konklave 2025 ab. Der Vatikan führte Becciu nicht als abwesenden wahlberechtigten Teilnehmer auf, sondern als Nichtwähler. Damit sank die Zahl der wahlberechtigten Teilnehmer von 136 auf 135.

### Statistiken
Kardinäle nach geografischen Regionen
Zahl der wahlberechtigten Kardinäle unabhängig von der Teilnahme. Vatikanische Quellen unterteilten Amerika in Nord-, Mittel- und Südamerika.
| Kontinent | Teilkontinent | Anzahl |
| --------- | ------------- | ------ |
| Europa    | Europa        | 53     |
| Amerika   | Nordamerika   | 016    |
| Amerika   | Mittelamerika | 004    |
| Amerika   | Südamerika    | 017    |
| Amerika   | Gesamt        | 037    |
| Afrika    | Afrika        | 018    |
| Asien     | Asien         | 023    |
| Ozeanien  | Ozeanien      | 004    |
| Summe     | Summe         | 135    |

Kardinäle nach Nationen
Zahl der wahlberechtigten Kardinäle unabhängig von der Teilnahme.
| Nation | Zahl   |
| --- | ------ |
| Italien | 18     |
| Vereinigte Staaten | 10     |
| Brasilien | 07     |
| Spanien, Frankreich | je05je |
| Argentinien, Indien, Kanada, Polen, Portugal | je04je |
| Deutschland, Philippinen, Vereinigtes Königreich | je03je |
| Elfenbeinküste, Japan, Mexiko, Schweiz | je02je |
| Europa: Belgien, Bosnien und Herzegowina, Kroatien, Litauen, Luxemburg, Malta, Niederlande, Schweden, Serbien, Ungarn Amerika: Chile, Ecuador, Guatemala, Haiti, Kolumbien, Kuba, Nicaragua, Paraguay, Peru, Uruguay Afrika: Algerien, Äthiopien, Burkina Faso, DR Kongo, Ghana, Guinea, Kap Verde, Kenia, Madagaskar, Marokko, Nigeria, Ruanda, Südafrika, Südsudan, Tansania, Zentralafrikanische Republik Asien: China, Indonesien, Irak, Iran, Israel, Malaysia, Mongolei, Myanmar, Osttimor, Pakistan, Singapur, Sri Lanka, Südkorea, Thailand Ozeanien: Australien, Neuseeland, Papua-Neuguinea, Tonga | je01je |

## Liste der Wahlgänge
Ungerade erfolglose Wahlgänge endeten mit, gerade erfolglose Wahlgänge ohne schwarze Rauchzeichen. Bei dem erfolgreichen Wahlgang wurde ein weißes Rauchzeichen gegeben.
| Wahlgang | Datum  | Uhrzeit Rauchzeichen | Ergebnis |
| -------- | ------ | -------------------- | -------- |
| 1        | 7. Mai | 21:01 Uhr            | nein     |
| 2        | 8. Mai | —                    | nein     |
| 3        | 8. Mai | 11:51 Uhr            | nein     |
| 4        | 8. Mai | 18:07 Uhr            | ja       |